# Salix elymaitica
Salix elymaitica är en videväxtart som beskrevs av Maassoumi. Salix elymaitica ingår i släktet viden, och familjen videväxter. Inga underarter finns listade i Catalogue of Life.